# Karin Nordlander
Anna Karin Margareta Nordlander, född 8 november 1917 i Älghults församling, Kronobergs län, död 19 april 2011 i Stockholm (Skarpnäck), var en svensk politiker (Vänsterpartiet).
Hon var ledamot av Sveriges riksdag 1971–1979 för Stockholms kommuns valkrets. Innan dess var hon under många år ledamot i Stockholms stadsfullmäktige.